# Super Mario 64 DS
Super Mario 64 DS – komputerowa gra platformowa wyprodukowana i wydana przez Nintendo na konsolę Nintendo DS w 2004 roku. Jest to remake gry Super Mario 64.

## Rozgrywka
Super Mario 64 DS posiada inną, odbiegającą od pierwowzoru, inaczej ubarwioną, lepiej animowaną grafikę. Również ścieżka dźwiękowa nawiązująca do poprzedniego wydania gry nadają grze unikatowy charakter.
Gra posiada o 30 gwiazdek więcej, nowe plansze (niektóre zostały zmienione), więcej ruchów specjalnych oraz Rec Room z minigierkami odblokowanymi przez łapanie królików (po 7 na postać).
Mimo że gra jest portem wydanej na platformę Nintendo 64 gry Super Mario 64, to autorzy umieścili w niej dodatkowe atrakcje, takie jak tryb wieloosobowy pozwalający na zabawę z przyjaciółmi za pomocą modułu Wi-Fi wbudowanego w konsolę.

## Fabuła
Fabuła tylko nieznacznie różni się od pierwowzoru.
Historia rozpoczyna się, gdy księżniczka krainy Mushroom Kingdom, Peach, wysyła do Maria list, w którym zaprasza go do zamku na przyjęcie, lecz okazuje się, że zaproszenia dostali także Luigi oraz Wario. Drzemiący na dachu zamku Yoshi dowiaduje się od Lakitu, że trójka bohaterów weszła jakiś czas temu do zamku, lecz słuch o nich zaginął.
Yoshi stawia sobie za cel ich odnalezienie. Okazuje się, że za ich zniknięciem stoi złowrogi Bowser – odwieczny wróg Mario. Skradł on Power Stars – gwiazdki dające zamkowi moc, a dodatkowo uwięził księżniczkę. Dzielny Yoshi bez zwłoki wyrusza na ratunek i w końcu uwalnia wszystkich trzech bohaterów, a z ich pomocą ratuje księżniczkę.

## Bohaterowie
W grze gracz spotyka postaci znane z poprzednich gier z tej serii, takich jak popularne Super Mario Bros. na konsolę NES, czy wspomniane już Super Mario 64. Znajdują się tu między innymi:
- Mario,
- Luigi,
- Wario,
- Yoshi,
- Toad,
- Księżniczka Peach,
- Bowser.

## Odbiór gry
Według stanu na 31 marca 2022 roku, gra sprzedała się w 11.06 milionach egzemplarzy.